# Boissonneaua matthewsii
Colibri-de-peito-ruivo ou beija-flor-de-peito-castanho (Boissonneaua matthewsii) é uma espécie de ave da família Trochilidae (beija-flores).
Pode ser encontrada nos seguintes países: Colômbia, Equador e Peru.
Os seus habitats naturais são: regiões subtropicais ou tropicais húmidas de alta altitude e florestas secundárias altamente degradadas.